# Record albanesi di atletica leggera
I record albanesi di atletica leggera rappresentano le migliori prestazioni di atletica leggera stabilite dagli atleti di nazionalità albanese e ratificate dalla Federata Shqiptarë e Atletikes.

## Outdoor

### Maschili
| Specialità             | Prestazione | Atleta                                                       | Data              | Evento                                                         | Luogo                      | Note  |
| ---------------------- | --- | ------------------------------------------------------------ | ----------------- | -------------------------------------------------------------- | -------------------------- | ----- |
| 100 m                  | 10.56 (+1.1 m/s) | Arben Makaj                                                  | 16 giugno 2003    |                                                                | Donnas, Italia             |       |
| 200 m                  | 21.45 | Franko Burraj                                                | 17 maggio 2019    |                                                                | Scutari, Albania           |       |
| 400 m                  | 46.48 | Franko Burraj                                                | 10 agosto 2019    | Campionati Europei a squadre                                   | Skopje, Macedonia del Nord | [ 1 ] |
| 800 m                  | 1:47.28 | David Nikolli                                                | 03 Luglio 2021    | Meeting Internazionale Di Atletica Leggera Sport e Solidarieta | Lignano Sabbiadoro, Italia |       |
| 1000 m                 | 2:27.84 | David Nikolli                                                | 08 Aprile 2017    |                                                                | Pavia, Italia              |       |
| 1500 m                 | 3:37.82 | David Nikolli                                                | 5 Settembre 2021  | Meeting Città di Padova                                        | Padova, Italia             |       |
| Miglio                 | 3:57.56 | David Nikolli                                                | 11 giugno 2022    | Trofeo Donkenyarun                                             | Milano, Italia             | [ 2 ] |
| 3000 m                 | 7:51.84 | David Nikolli                                                | 02 settembre 2021 | Meeting Internazionale Città di Nembro                         | Nembro, Italia             | [ 3 ] |
| 5000 m                 | 14:15.46 | David Nikolli                                                | 10 settembre 2017 |                                                                | Salò, Italia               |       |
| 5 km                   | 14:13 | David Nikolli                                                | 21 dicembre 2021  |                                                                | Bolzano, Italia            |       |
| 10000 m                | 29:41.5 | Isuf Curri                                                   | 21 ottobre 1989   |                                                                | Tirana, Albania            |       |
| Mezza maratona         | 1:06:38 | David Nikolli                                                | 7 ottobre 2021    |                                                                | Roma, Italia               | [ 4 ] |
| Maratona               | 2:25.29 | Remzi Laho                                                   | 29 settembre 1991 |                                                                | Burgas, Bulgaria           |       |
| 110 m ostacoli         | 13.93 (+0.5 m/s) | Elton Bitincka                                               | 7 luglio 2007     |                                                                | Pergine Valsugana, Italia  |       |
| 400 m ostacoli         | 50.46 | Eusebio Haliti                                               | 12 giugno 2011    | Campionati Regionali Jun/Pro                                   | Napoli, Italia             |       |
| 3000 m siepi           | 8:43.26 | Krenar Meçani                                                | 12 agosto 1989    |                                                                | Serres, Grecia             |       |
| Salto in alto          | 2.11 m | Muhamet Abazi                                                | 6 luglio 1988     |                                                                | Tirana, Albania            |       |
| Salto con l'asta       | 5.40 m | Sazan Fisheku                                                | 7 luglio 1991     |                                                                | Atene, Grecia              |       |
| Salto in lungo         | 8.11 m (-0.8 m/s) | Izmir Smajlaj                                                | 22 giugno 2019    | Campionati Albanesi                                            | Scutari, Albania           |       |
| Salto in lungo         | 8.16 m | Izmir Smajlaj                                                | 8 maggio 2021     |                                                                | Tirana, Albania            |       |
| Salto triplo           | 16.30 m (-0.2 m/s) | Izmir Smajlaj                                                | 7 giugno 2016     | Campionati Albanesi                                            | Elbasan, Albania           |       |
| Getto del peso         | 18.90 m | Adriatik Hoxha                                               | 19 giugno 2013    |                                                                | Szombathely, Ungheria      |       |
| Lancio del disco       | 53.66 m | Dhimitraq Cepa                                               | 18 giugno 1996    |                                                                | Elbasan, Albania           |       |
| Lancio del martello    | 76.96 m | Dorian Collaku                                               | 22 giugno 2008    |                                                                | Espoo, Finlandia           |       |
| Lancio del giavellotto | 67.32 m | Vladimir Sokoli                                              | 4 maggio 1999     |                                                                | Tirana, Albania            |       |
| Decathlon              | 7261 pts | Skender Rexhepi                                              | 8–9 maggio 1975   |                                                                | Pechino, Cina              |       |
| Decathlon              | 11.1 (100 m), 7.05 m (lungo), 12.93 m (peso), 1.98 m (alto), 51.0 (400 m) / 15.1 (110 m h), 36.50 m (disco), 4.25 m (asta), 53.30 m (giavellotto), 4:35.5 (1500 m) |                                                              |                   |                                                                |                            |       |
| Marcia 20 km (strada)  | 1:27.40 | Orest Laniku                                                 | 19 febbraio 2005  |                                                                | Pomigliano d'Arco, Italia  |       |
| Marcia 50 km (strada)  | 4:40.04 | Dimitri Sadik                                                | 21 agosto 1976    |                                                                | Elbasan, Albania           |       |
| Staffetta 4×100 metri  | 41.48 | Albania Arben Makaj Oltjon Luli Sokol Shepeteja A. Parmeza   | 10 giugno 1995    |                                                                | Velenje, Slovenia          |       |
| staffetta 4×400 metri  | 3:17.30 | Albania Marko Makaj Edison Muco Edmond Murataj Eraldo Qerama | 26 giugno 2016    | Campionati Balcanici                                           | Pitești, Romania           |       |

### Femminili
| Specialità                 | Prestazione | Atleta                                                                      | Data              | Evento                          | Luogo                         | Note |
| -------------------------- | --- | --------------------------------------------------------------------------- | ----------------- | ------------------------------- | ----------------------------- | ---- |
| 100 m                      | 11.67 | Klodiana Shala                                                              | 24 luglio 2006    |                                 | Tirana, Albania               |      |
| 200 m                      | 23.27 | Klodiana Shala                                                              | 17 giugno 2012    |                                 | Ohrid, Macedonia              |      |
| 400 m                      | 52.86 | Klodiana Shala                                                              | 8 luglio 2006     |                                 | Göteborg, Svezia              |      |
| 800 m                      | 2:01.31 | Luiza Gega                                                                  | 21 giugno 2014    | Europei a squadre               | Tbilisi, Georgia              |      |
| 1500 m                     | 4:02.63 | Luiza Gega                                                                  | 15 maggio 2015    | Qatar Athletic Super Grand Prix | Doha, Qatar                   |      |
| 3000 m                     | 8:53.78 | Luiza Gega                                                                  | 21 maggio 2016    | Meeting Internazionale          | Elbasan, Albania              |      |
| 5000 m                     | 15:36.62 | Luiza Gega                                                                  | 11 agosto 2019    |                                 | Skopje, Macedonia del Nord    |      |
| 10000 m                    | 32:16.25 | Luiza Gega                                                                  | 5 giugno 2021     |                                 | Birmingham, Regno Unito       |      |
| 20 km piani (strada)       | 1:18.10 | Donika Hanxhara                                                             | 8 ottobre 1988    |                                 | Tirana, Albania               |      |
| Mezza maratona             | 1:13.11 | Luiza Gega                                                                  | 15 ottobre 2017   |                                 | Tirana, Albania               |      |
| Maratona                   | 2:35.34 | Luiza Gega                                                                  | 4 ottobre 2020    |                                 | Skopje, Macedonia del Nord    |      |
| 100 m ostacoli             | 14.18 (+1.1 m/s) | Anila Meta                                                                  | 8 agosto 2002     | Campionati Europei              | Monaco di Baviera, Germania   |      |
| 100 m ostacoli             | 14.17 # | Anila Meta                                                                  | 6 agosto 2002     |                                 | Monaco di Baviera, Germania   |      |
| 400 m ostacoli             | 56.48 | Klodiana Shala                                                              | 29 giugno 2005    | Giochi del mediterraneo         | Almería, Spagna               |      |
| 400 m ostacoli             | 56.48 | Klodiana Shala                                                              | 30 giugno 2005    | Giochi del mediterraneo         | Almería, Spagna               |      |
| 3000 m siepi               | 9:10.04 | Luiza Gega                                                                  | 20 luglio 2022    | Campionati del mondo            | Eugene, Stati Uniti d'America |      |
| Salto in alto              | 1.92 m | Klodeta Gjini                                                               | 22 agosto 1989    |                                 | Tirana, Albania               |      |
| Salto con l'asta           | 2.60 m | Alma Dhespollari                                                            | 8 settembre 2010  |                                 | Patrasso, Grecia              |      |
| Salto in lungo             | 6.53 m | Vera Bregu-Bitanji                                                          | 20 maggio 1989    |                                 | Tirana, Albania               |      |
| Salto triplo               | 13.50 m | Vera Bregu-Bitanji                                                          | 10 maggio 1996    |                                 | Durazzo, Albania              |      |
| Getto del peso             | 16.36 m | Antonetta Koci                                                              | 29 aprile 1984    |                                 | Tirana, Albania               |      |
| Lancio del disco           | 55.58 m | Silvana Rukaj                                                               | 27 giugno 1991    |                                 | Tirana, Albania               |      |
| Lancio del martello        | 59.26 m | Emiliana Ciko                                                               | 18 aprile 2002    |                                 | Tirana, Albania               |      |
| Lancio del giavellotto     | 48.85 m | Gerta Batusha                                                               | 1º maggio 2008    |                                 | Antivari, Montenegro          |      |
| Eptathlon                  | 5553 pts (ht) | Alma Qeramixhi                                                              | 20–21 giugno 1990 |                                 | Tirana, Albania               |      |
| Eptathlon                  | 14.3 (100 m h), 1.76 m (alto), 12.83 m (peso), 26.2 (200 m) / 5.68 m (lungo), 41.90 m (giavellotto), 2:22.5 (800 m) |                                                                             |                   |                                 |                               |      |
| Marcia 5000 m (pista)      | 26:58.3 | Mimoza Xhafa                                                                | 1º agosto 1996    |                                 | Coriza, Albania               |      |
| Marcia 10000 metri (pista) | 52:51.36 | Mimoza Xhafa                                                                | 13 giugno 1998    |                                 | Belgrado, Serbia              |      |
| Marcia 20 km (strada)      | |                                                                             |                   |                                 |                               |      |
| Staffetta 4×100 metri      | 47.16 | Albania Arbana Xhani Valbona Sina Adrijana Vejkollari Vera Bregu-Bitanji    | 16 luglio 1988    |                                 | Ankara, Turchia               |      |
| Staffetta 4×400 metri      | 3:39.40 | Albania Arbana Xhani Valbona Sina Adrijana Vejkollari Rajmonda Bistika-Simo | 13 luglio 1989    |                                 | Serres, Grecia                |      |

## Misti
| Specialità            | Prestazione | Atleta                                                      | Data           | Evento                       | Luogo            | Note |
| --------------------- | ----------- | ----------------------------------------------------------- | -------------- | ---------------------------- | ---------------- | ---- |
| Staffetta 4×400 metri | 3:36.79     | Albania Stivi Kereku Livja Topi Erkian Manci Zhuljeta Çejku | 22 giugno 2023 | Campionati Europei a squadre | Chorzow, Polonia |      |

## Indoor

### Maschili
| Specialità                                                   | Prestazione | Atleta         | Data             | Evento                        | Luogo                | Note  |
| ------------------------------------------------------------ | ----------- | -------------- | ---------------- | ----------------------------- | -------------------- | ----- |
| 60 m                                                         | 6.77        | Arben Makaj    | 10 febbraio 2001 |                               | Torino, Italia       |       |
| 200 m                                                        | 22.28       | Denis Libofsha | 18 gennaio 2020  |                               | Ancona, Italia       |       |
| 200 m                                                        | 21.90 #     | Oltion Luli    | 22 febbraio 1998 |                               | Atene, Grecia        |       |
| 400 m                                                        | 46.80       | Franko Burraj  | 16 febbraio 2020 | Istanbul Athletics Cup        | Istanbul, Turchia    | [ 5 ] |
| 800 m                                                        | 1:51.32     | Eraldo Qerama  | 2 febbraio 2014  |                               | Il Pireo, Grecia     |       |
| 1500 m                                                       | 3:39.18     | David Nikolli  | 5 febbraio 2023  |                               | Padova, Italia       |       |
| 3000 m                                                       | 8:20.90     | David Nikolli  | 21 gennaio 2017  | Campionati Regionali Assoluti | Padova, Italia       |       |
| 60 m ostacoli                                                | 7.86        | Elton Bitincka | 21 febbraio 2007 |                               | Il Pireo, Grecia     |       |
| Salto in alto                                                | 2.03 m      | Elton Bitincka | 14 gennaio 2006  |                               | Rieti, Italia        |       |
| Salto in alto                                                | 2.05 m #    | Qemal Core     | 14 marzo 1983    |                               | Tirana, Albania      |       |
| Salto con l'asta                                             | 5.00 m      | Sazan Fisheku  | 16 marzo 1990    |                               | Tirana, Albania      |       |
| Salto con l'asta                                             | 5.00 m      | Sazan Fisheku  | 23 febbraio 1991 |                               | Il Pireo, Grecia     |       |
| Salto con l'asta                                             | 5.00 m      | Sazan Fisheku  | 8 gennaio 1992   |                               | Tirana, Albania      |       |
| Salto con l'asta                                             | 5.00 m      | Sazan Fisheku  | 15 febbraio 1992 |                               | Sofia, Bulgaria      |       |
| Salto in lungo                                               | 8.08 m      | Izmir Smajlaj  | 4 marzo 2017     | Campionati europei indoor     | Novi Beograd, Serbia |       |
| Salto triplo                                                 | 15.71 m     | Gesim Couvatis | 5 gennaio 2003   |                               | Dortmund, Germania   |       |
| Salto triplo                                                 | 15.71 m     | Gesim Couvatis | 4 marzo 2003     |                               | Atene, Grecia        |       |
| Getto del peso                                               | 17.58 m     | Adriatik Hoxha | 18 febbraio 2012 |                               | Istanbul, Turchia    |       |
| Eptathlon                                                    |             |                |                  |                               |                      |       |
| (60 m), (lungo), (peso), (alto) / (60 m h), (asta), (1000 m) |             |                |                  |                               |                      |       |
| 5000 m marcia                                                | 20:44.44    | Orest Laniku   | 12 febbraio 2005 |                               | Genova, Italia       |       |
| staffetta 4×400 metri                                        | 3:27.08     | Albania        | 27 febbraio 2016 | Campionati Balcanici          | Istanbul, Turchia    |       |

### Femminili
| Specialità                               | Prestazione | Atleta             | Data             | Evento                   | Luogo                                   | Note  |
| ---------------------------------------- | ----------- | ------------------ | ---------------- | ------------------------ | --------------------------------------- | ----- |
| 60 m                                     | 7.62 A      | Ermelinda Shehu    | 9 gennaio 1999   |                          | Colorado Springs, Stati Uniti d'America |       |
| 200 m                                    | 25.29       | Klodiana Shala     | 18 febbraio 2001 |                          | Il Pireo, Grecia                        |       |
| 400 m                                    | 53.34       | Klodiana Shala     | 16 febbraio 2005 |                          | Atene, Grecia                           |       |
| 800 m                                    | 2:02.27     | Luiza Gega         | 10 febbraio 2013 |                          | Il Pireo, Grecia                        |       |
| 1500 m                                   | 4:06.66     | Luiza Gega         | 17 febbraio 2016 | Athletics Cup            | Istanbul, Turchia                       |       |
| 3000 m                                   | 8:44.46     | Luiza Gega         | 31 gennaio 2020  | Indoor Meeting Karlsruhe | Karlsruhe, Germania                     | [ 6 ] |
| 60 m ostacoli                            | 8.80        | Anila Meta         | 2 marzo 2002     | Campionati Europei       | Vienna, Austria                         |       |
| Salto in alto                            | 1.78 m      | Laura Derhemi      | 4 marzo 2003     |                          | Atene, Grecia                           |       |
| Salto in alto                            | 1.85 m #    | Klodeta Gjini      | 14 marzo 1988    |                          | Tirana, Albania                         |       |
| Salto con l'asta                         |             |                    |                  |                          |                                         |       |
| Salto in lungo                           | 6.27 m      | Vera Bregu-Bitanji | 16 marzo 1989    |                          | Tirana, Albania                         |       |
| Salto triplo                             | 13.14 m     | Vera Bregu-Bitanji | 22 febbraio 1997 |                          | Il Pireo, Grecia                        |       |
| Getto del peso                           | 14.55 m     | Valbona Laukaj     | 13 febbraio 1999 |                          | il Pireo, Grecia                        |       |
| Pentathlon                               |             |                    |                  |                          |                                         |       |
| (60 h), (alto), (peso), (lungo), (800 m) |             |                    |                  |                          |                                         |       |
| Marcia 3000 m                            | 15:41.91    | Mimoza Xhafa       | 20 febbraio 1994 |                          | Atene, Grecia                           |       |
| staffetta 4x400                          |             |                    |                  |                          |                                         |       |

ht = tempo manuale

# = ufficialmente non ratificato dalla IAAF

A = in altura